# جوزيف بولوسيفاكيس
جوزيف بولوسيفاكيس (مواليد 21 أغسطس 1990) هو مبارز بالسيف كندي، مثّل بلاده في الألعاب الأولمبية الصيفية 2016.

## روابط رياضية
جوزيف بولوسيفاكيس على موقع الاتحاد الدولي للمبارزة (الإنجليزية)
- جوزيف بولوسيفاكيس على موقع اللجنة الأولمبية الدولية (الإنجليزية)
- جوزيف بولوسيفاكيس على موقع أوليمبيديا (الإنجليزية)
- جوزيف بولوسيفاكيس على موقع اللجنة الأولمبية الكندية (الإنجليزية)